# 自画像 (ムリーリョ)
『自画像』（じがぞう、西: Autorretrato, 英: Self Portrait）は、スペインのバロック絵画の巨匠バルトロメ・エステバン・ムリーリョが1670年ごろにキャンバス上に油彩で制作した絵画である。画家の2点しか存在しない自画像のうちの1点 (もう1点はニューヨークのフリック・コレクション蔵) で、 本作が描かれた時、画家は50代の初めであった。18世紀初頭にイングランドにもたらされた最初のムリーリョの作品のうちの1点であり、1953年に購入されて以来ロンドン・ナショナル・ギャラリーに所蔵されている。

## 作品

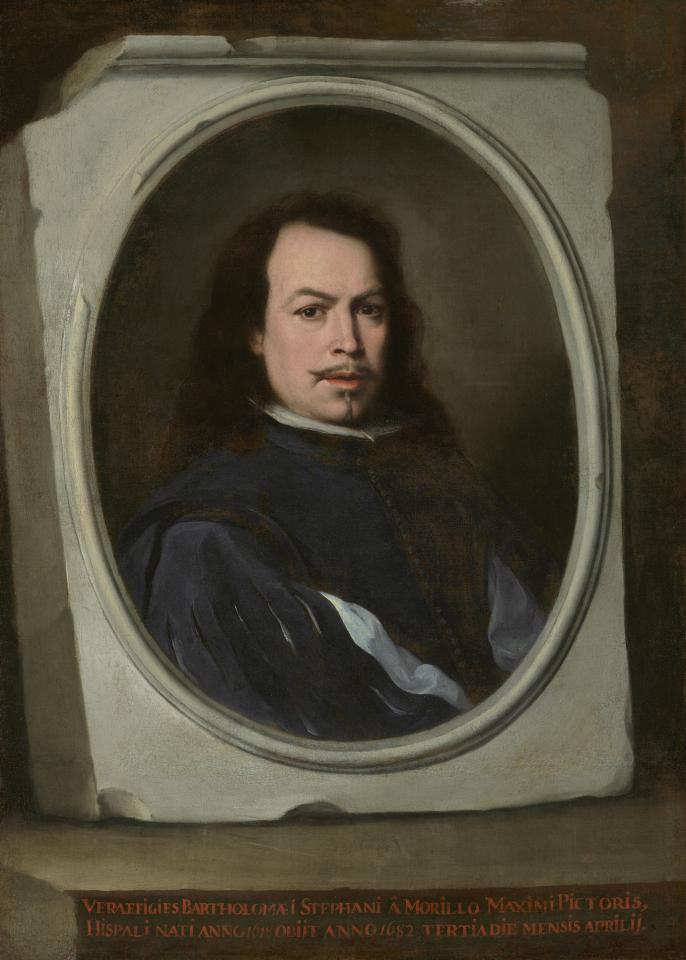
バルトロメ・エステバン・ムリーリョ『自画像』 (1650-1655年ごろ) フリック・コレクション、ニューヨーク

虚構の額縁の下にはラテン語の銘文があり「バルト (ロメ) ・ムリーリョ、その子らの希望と祈りを実現すべく、自らを描く」と記されている。この絵画が描かれた時には、画家の9人の子供のうち4人しか生存していなかった。宗教的な銘文が示す通り、ただ1人生存していた娘はドミニコ会修道院に入り、末の息子も聖職者を目指していた (彼は後にセビーリャ大聖堂参事会員となった)。
この自画像は、生存していた息子の1人ガスパール (Gaspar) が所有していた可能性がある。ムリーリョが他界した1682年に、画家の友人で庇護者であったネーデルラントの絹織物商人ニコラス・オマスール (マドリードのプラド美術館に『ニコラス・オマスールの肖像』がある) はブリュッセル (またはアントウェルペン) でこの自画像の銅版画化を依頼し、その銅版画はすぐにムリーリョの最も知られたイメージとなった。
画中のムリーリョは50代初めで、髪の生え際は後退し、口髭は白くなりつつある。彼は首周りにレースの襟 (スペイン語で「バロナ《valona》」と呼ばれる) がついている地味な黒服を纏い、威厳を持ちつつも、わずかに哀感を漂わせて、鑑賞者を見つめている。彼の肌色の暖かな色調は、葉の模様のついた額縁の石の冷たい色とコントラストをなしている。
ムリーリョの半身像は金箔を塗った楕円形の額縁に入っており、額縁は棚か小卓の上に置かれ、壁に立てかけられている。しかし、だまし絵の技法で画家は生きているかのように額縁の外に手を出しており、鑑賞者の空間に入ってくる。ムリーリョは画像でありながら画像ではなく、彼自身であることを強調しているのである。このような肖像画の形式は、17世紀のオランダとフランドルの絵画と版画に見られるが、ムリーリョが生涯を過ごしたセビーリャにはそうした作品が存在していたため、彼に着想を与えたのかもしれない。
この肖像画はムリーリョを1人の紳士として示しているだけで、それ以外のことを示唆するものは何もない。しかし、額縁の外には彼の職業に関した道具、すなわち、絵具の置かれたパレット、筆、赤チョークの素描、チョーク、コンパス、定規が見える。パレット上の絵具は実物の絵具が盛り上げられており、画面が鑑賞者の空間と同一であるというだまし絵的効果に寄与している。
コンパスと定規はムリーリョが学識ある芸術家であることを表したものであり、彼が単に物の外観を描くのではなく、数学的原理に裏づけられた原則や比例に従って絵画を制作することを示す。画中の素描 (アカデミーにおいて視覚芸術の基礎とされる) は、ムリーリョが1660年にセビーリャのアカデミー設立にかかわり、自らその初代総裁となったことを想起させる。
ムリーリョの肖像画では、他の主題の作品とは対照的に魅力的であることよりも真実味が強調されている。本作で暗い影を落とす強い光は形態の立体感を強調するために用いられ、画家の名高い「柔らかな」筆致は頭髪とレースの部分にしか見られない。黒、白、黄土色という地味な色彩構成に変化を与えているのは、パレットの上に置かれた赤い絵具のみである。